# منطقه نیمه‌روشن (مجموعه تلویزیونی ۱۹۸۵)
منطقه نیمه‌روشن (انگلیسی: The Twilight Zone) اثری تحسین شده از راد سرلینگ است که در ۱۹۵۹ تا ۱۹۶۴ از مجموعه ای به همین نام ساخته شده‌است.